# La Vérité (album de Niagara)
Pour les articles homonymes, voir La Vérité.
Albums de Niagara
Religion
(1990) Flammes
(2002)
Singles
1. La fin des étoiles
Sortie : 1992
2. Un million d'années
Sortie : 1993
3. Le Minotaure
Sortie : 1993

La Vérité est le quatrième et dernier album du groupe Niagara.

## Liste des pistes
| No  | Titre                              | Auteur                         | Durée |
| --- | ---------------------------------- | ------------------------------ | ----- |
| 1.  | Je suis de retour                  | Daniel Chenevez, Muriel Moreno | 3:48  |
| 2.  | C'est maintenant !                 | Daniel Chenevez, Muriel Moreno | 4:09  |
| 3.  | La fin des étoiles                 | Daniel Chenevez, Muriel Moreno | 3:50  |
| 4.  | Le Minotaure                       | Daniel Chenevez                | 2:53  |
| 5.  | Plus belle qu'une femme            | Daniel Chenevez, Muriel Moreno | 3:55  |
| 6.  | Un million d'années                | Daniel Chenevez, Muriel Moreno | 4:00  |
| 7.  | Le prochain paiera pour les autres | Daniel Chenevez, Muriel Moreno | 3:19  |
| 8.  | De la victoire                     | Daniel Chenevez, Muriel Moreno | 3:33  |
| 9.  | Je n'oublierai jamais              | Daniel Chenevez, Muriel Moreno | 3:35  |
| 10. | Aux cœurs blessés                  | Muriel Moreno                  | 4:11  |
| 11. | Ma dernière pensée                 | Daniel Chenevez, Muriel Moreno | 3:20  |
| 12. | Ultravision (instrumental)         | Daniel Chenevez                | 1:02  |
| 13. | Les sapins                         | Daniel Chenevez, Muriel Moreno | 2:58  |

## Crédits[1]
| - P.P. Arnold - chœurs - Erwin Autrique - ingénieur son - René van Barneveld - guitare - Dominique Blanc-Francard - mixage - Jacques Blanche - cor - Werner Braïto - harmonica - Dirk de Caluwé - flûte - Daniel Chenevez - arrangeur, claviers, orgue Hammond, piano, programmation - Christian Le Chevretel - trompette - Michel Leveugle - cor - Bob Ludwig - mastering - Michel Marin - saxophone - Carlo Mertens - trombone - Frank Michiels - percussion - Jean-Baptiste Mondino - photographie intérieure en noir et blanc - Eddie Moonsoon - photographie intérieure en couleur - Patrick Moreau - tuba - Muriel Moreno - chanteuse, chœurs, guitare - Patrick Mortier - trompette - Andy Newmark - batterie - Wim Poesen - cornemuse - Yarol Poupaud - guitare - Juliet Roberts - chœurs - Juergen Teller - photographie recto & verso - Jean-Pierre Vanttees - cornemuse - Evert Verhees - basse - Karel Van Wynandaele - tuba | - Arnoult Massart - direction des cordes Section de cordes 1 - Jean-Pierre Catoul - violon - Éric Gertsmans - violon - Christian Gertsmans - alto - Jean-Paul Zanutel - violoncelle - André Klenes - contrebasse Section de cordes 2 - Manuel Cormacho - violon - Shahrzad Djanati - violon - Christian Gertsmans - violon - André Klenes - violon - Hélène Lislu - violon - Ariane Plumerel - violon - Georges Siblik - violon - Ulysse Waterlot - violon - Patrick Dussart - alto - Éric Gertsmans - alto - Sylvia Tolis - alto - Jean-Paul Dessy - violoncelle - Fernando Lage - violoncelle - Sigrid Vandenbogaerde - violoncelle - Gerry Cambier - contrebasse - Alain Denis - contrebasse |

- Mixé à Electric Lady Studios, New York
- Masterisé à Masterdisk, New York